# 拉加爾德鎮區 (明尼蘇達州馬諾門縣)
拉加爾德鎮區（英語：La Garde Township）是位於美國明尼蘇達州馬諾門縣的一個行政鎮區。

## 地方資料
拉加爾德鎮區的面積為92.53平方千米，當中陸地面積為87.18平方千米，而水域面積為5.35平方千米。根據2020年美國人口普查的數據，當地共有人口158人，而人口密度為每平方千米1.71人。